# Heliophila namaquensis
Heliophila namaquensis là một loài thực vật có hoa trong họ Cải. Loài này được (Marais) Al-Shehbaz & Mummenhoff mô tả khoa học đầu tiên năm 2005.